# Gaecheon-myeon
Gaecheon-myeon (koreanska: 개천면) är en socken i kommunen Goseong-gun i provinsen Södra Gyeongsang i den södra delen av Sydkorea, 300 km söder om huvudstaden Seoul.